# Екваторіальна Гвінея на літніх Олімпійських іграх 2024
Екваторіальну Гвінею на літніх Олімпійських іграх 2024 представляли три спортсмени у двох видах спорту.